# Zarzuela (település)
Zarzuela egy község Spanyolországban, Cuenca tartományban. Zarzuela Sotorribas, Arcos de la Sierra, Portilla és Villalba de la Sierra községekkel határos. Lakosainak száma 163 fő (2024).

## Népesség
A település népessége az utóbbi években az alábbiak szerint változott:
| Lakosok száma | 280  | 265  | 254  | 235  | 233  | 215  | 204  | 170  | 159  | 163  |
|               | 2001 | 2004 | 2006 | 2009 | 2011 | 2014 | 2016 | 2019 | 2021 | 2024 |